# 태풍 장미 (2014년)
태풍 장미 (Jangmi)는 2014년 12월 29일부터 12월 31일까지 활동했고 최저기압 996 hPa를 기록한 2014년의 제23호 태풍이다. 필리핀에 영향을 주었다. 장미는 대한민국에서 제출한 이름으로 장미를 의미한다.

## 개요
제23호 태풍 장미는 12월 29일 오전 9시에 중심기압 1000hPa, 최대풍속 18m/s, 강풍 반경 170km, 크기 '소형'의 열대폭풍으로 필리핀 세부 동남동쪽 약 280km 부근 육상에서 발생하였다.(일본 기상청 태풍정보 기준) 발생 이후 서북서진하면서 미미하게 발달하였고, 12월 29일 오후 3시에 필리핀 세부 남동쪽 약 180km 부근 해상에서 중심기압 998hPa, 최대풍속 18m/s, 강풍 반경 170km의 세력 '약', 크기 '소형'(일본 기상청 태풍정보 기준)의 열대폭풍으로 최성기를 맞이하였다. 최성기 이후 서북서~남남서진하면서 약화되었고, 12월 31일 오후 9시에 필리핀 보라카이 남남서쪽 약 510km 부근 해상에서 중심기압 1004hPa의 열대저압부로 소멸하였다.(한국 기상청 태풍정보 기준으로는 중심기압 1000hPa)

## 같이 보기
- 2014년 태풍